# اقتصاد ترکیه
ترکیه با تولید ناخالص داخلی (GDP) 1.024 تریلیون دلار در سال ۲۰۲۳ به عنوان هفدهمین اقتصاد بزرگ جهان طبق آمار صندوق بین‌المللی پول (IMF) شناخته می‌شود. این کشور عضو سازمان همکاری و توسعه اقتصادی (OECD) و گروه 20 (G20) است و به طور فزاینده‌ای به یک اهداکننده مهم کمک‌های رسمی توسعه (ODA) تبدیل شده است.
ترکیه بین سال‌های ۲۰۰۶ تا ۲۰۱۷ اصلاحات بلندپروازانه‌ای را دنبال کرد و از نرخ‌های رشد بالایی بهره‌مند شد که این کشور را به سطوح بالای وضعیت درآمدی متوسط بالا رساند و فقر را کاهش داد. رشد واقعی تولید ناخالص داخلی (GDP) به طور متوسط ۵٫۴٪ بین سال‌های ۲۰۰۲ تا ۲۰۲۲ بود که منجر به دو برابر شدن درآمد سرانه (به صورت واقعی) در این دوره شد. این رشد با کاهش سریع فقر همراه بود؛ نرخ فقر از بالای ۲۰٪ در سال ۲۰۰۷ به ۷٫۶٪ در سال ۲۰۲۱ کاهش یافت.
برای اینکه ترکیه بتواند پیشرفت خود را حفظ کرده و بیشتر کند، باید از چالش‌های قابل توجهی عبور کند که شامل تاب‌آوری اقتصادی، فقر و شمولیت، و پایداری است. یکی از چالش‌های کلیدی، احیای رشد اقتصادی در دوران پساکووید است که با یک وضعیت کلان اقتصادی چالش‌برانگیز و روند نزولی در بهره‌وری که از اواسط دهه ۲۰۱۰ مشاهده شده، همراه است. علاوه بر این، اگرچه گسترش اقتصادی ادامه داشته، اما کاهش نرخ فقر از سال ۲۰۱۶ شتاب خود را از دست داده و با افزایش نابرابری مواجه شده است. از نظر زیست‌محیطی، پایه صنعتی و حمل و نقل ترکیه به شدت به فرآیندهای کربن‌محور و سوخت‌های فسیلی وابسته است که چالش‌ها و فرصت‌هایی را در پرتو مکانیزم تنظیم مرزی کربن اتحادیه اروپا به وجود می‌آورد—موضوعی حیاتی با توجه به نقش اتحادیه اروپا به عنوان یک بازار عمده برای صادرات ترکیه. در نهایت، شرایط جغرافیایی و اجتماعی-اقتصادی خاص ترکیه به طور قابل توجهی آسیب‌پذیری آن را در برابر اثرات منفی تغییرات اقلیمی افزایش می‌دهد و ضرورت اقدامات جامع سازگاری را برجسته می‌کند.
ترکیه در حال رسیدگی به اثرات زمین‌لرزه ۲۰۲۳ ترکیه–سوریه است که در تاریخ ۶ فوریه ۲۰۲۳ کشور را تحت تأثیر قرار داد. زلزله‌هایی با شدت‌های ۷٫۸ و ۷٫۵، با هزاران پس‌لرزه و زلزله دیگری به شدت ۶٫۷ در تاریخ ۲۰ فوریه همراه بود. طبق آمار رسمی، این زلزله‌ها بیش از ۵۰٬۰۰۰ کشته، ۱۰۷٬۰۰۰ زخمی، و ۱٫۹ میلیون واحد مسکونی آسیب‌دیده یا ویران شده و ۳٫۳ میلیون نفر را بی‌خانمان کردند که از این تعداد دو میلیون نفر به پناهگاه نیاز داشتند. ارزیابی دولت ترکیه با حمایت اتحادیه اروپا، سازمان ملل (UN) و گروه بانک جهانی، نیازهای بازسازی و احیای مرتبط با زلزله‌ها را حدود ۸۱٫۵ میلیارد دلار تخمین زده است. همچنین خطرات همچنان بالا باقی مانده است، به طوری که حدود ۷۰٪ از جمعیت کشور در مناطق زلزله‌خیز درجه اول و دوم زندگی می‌کنند.
پس از انتخابات مه ۲۰۲۳، تیم اقتصادی جدید مجموعه‌ای جامع از سیاست‌ها را برای رسیدگی به عدم تعادل‌های کلان اقتصادی گذشته، به ویژه تورم بالا، آغاز کرده است. از آن زمان، ترکیه در حال حرکت به سمت نرمال‌سازی استراتژی‌های کلان اقتصادی خود بوده است. این کشور در سال ۲۰۲۳ شاهد رشد اقتصادی قوی ۴٫۵٪ بود. با این حال، انتظار می‌رود این نرخ رشد در سال ۲۰۲۴ به ۳٫۰٪ کاهش یابد و سپس در سال‌های بعدی بر اساس پایه‌ای قوی‌تر دوباره افزایش یابد. چالش‌های کلان و ساختاری دیرینه که پتانسیل رشد را تضعیف می‌کند—از جمله تورم بالا، رشد پایین بهره‌وری، پایین بودن نرخ مشارکت نیروی کار و سطوح اشتغال، و کاهش سرمایه‌گذاری مستقیم خارجی—نیازمند اقدامات مالی قوی و اصلاحات ساختاری بلندپروازانه‌ای است تا به تسریع رشد اقتصادی پایدار کمک کند.
اقتصاد ترکیه در سال ۲۰۲۴ با رشد ۳.۲% مواجه شد که  نسبت به رشد ۵.۱% در سال ۲۰۲۳ کاهش داشت و پایین ترین نرخ رشد از سال ۲۰۲۰ محسوب می‌شود. این کاهش عمدتاً به دلیل سیاست های پولی سخت‌گیرانه برای کاهش تورم بود. با این‌حال در سه ماهه چهارم سال رشد اقتصادی به ۳% رسید و از پیش بینی ها فراتر رفت و نشان دهنده بهبود تقاضای داخلی و سرمایه‌گذاری ها بود.

## ثبات سیاسی
محفوظ بودن یک رژیم از تهدید براندازی داخلی از طریق انقلاب یا شورش را ثبات سیاسی نامیده‌اند.
ثبات سیاسی به چهار عاملی بستگی دارد: 
۱- شرایط اقتصادی، مانند بیکاری، تورم، سقوط ارزش پول کشور؛
۲- وقایع سیاسی که می‌تواند موجب تغییر دولت شوند، مانند اعتصابات عمومی و ترورهای سیاسی؛
۳- ساختارهای سیاسی، مانند سیستم انتخاباتی؛
۴- شرایط بین‌المللی
نوسانات سیاسی و تأثیرات آن بر بازار ها
بازداشت شهردار استانبول، اکرم امام‌اوغلو، در مارس ۲۰۲۵ منجر به افزایش بی ثباتی در بازار های مالی شد. شاخص CDS ترکیه افزایش یافت، لیره ترک ضعیف شد و بازار سهام سقوط کرد. این رویداد ها نگرانی هایی دربارهٔ ثبات سیاسی و تأثیرات آن بر اقتصاد ایجاد کردند.
راهبرد اصلی ترکیه در اقتصاد کلان برای دستیابی رشد اقتصادی بالا، گسترش بخش خصوصی و ایجاد سازوکار برای رقابت بیشتر بوده‌است. خصوصی‌سازی به‌طور مشخصی از میانه دهه ۸۰ میلادی در دستور کار سیاست‌های اقتصادی ترکیه قرار گرفت. خصوصی‌سازی در ترکیه از یکسو به کاهش هر چه بیشتر مداخله دولت در فعالیت‌های اقتصادی و کاهش بار پولی بنگاه‌های اقتصادی دولتی بر بودجه ملی کمک کرده و از سوی دیگر به توسعه بازارهای سرمایه و هدایت مجدد منابع به سوی سرمایه‌گذاری‌های جدید معطوف بوده‌است. ترکیه در به ثمر رساندن سیاست‌های خصوصی‌سازی خود با به‌کارگیری جلب حمایت مردمی، شفافیت در سیاست‌گذاری و اجرا، ثبات اقتصادی و سیاسی و حمایت قوی دولت از بخش خصوصی توانسته تا حد قابل‌توجهی در این مسیر توفیق کسب کند. علاوه بر خصوصی‌سازی، با سیاست‌گذاری اقتصادی در کشور همسایه به جذب سرمایه خارجی نیز اهتمام ویژه‌ای داشته‌است. ترکیه به دلیل دارا بودن بستر مناسب برای سرمایه‌گذاری و نزدیکی به بازار مصرفی آسیا یکی از مهمترین کشورها در جذب سرمایه خارجی بوده‌است. بر اساس آمارها از سال ۱۹۴۵ تا ۱۹۸۰ کل سرمایه‌گذاری مستقیم خارجی معادل ۲۸۸ میلیون دلار بوده‌است. در انتهای دهه ۸۰ میلادی دولت محدودیت‌ها را در مورد جابه‌جایی سرمایه و اخذ وام خارجی لغو کرد، در نتیجه یک نظام حساب سرمایه باز، حتی آزادتر از کشورهای توسعه یافته ایجاد شد. این روند باعث شد در ابتدای دهه ۹۰ جریان ورودی سرمایه‌گذاری در کشور تقویت شود؛ همچنین تصویب قانون حمایت از سرمایه‌گذار خارجی در سال ۲۰۰۳ میلادی و به دنبال آن اصلاح زیرساخت‌های اقتصادی و سرمایه‌گذاری در این کشور سبب شد تا میزان سرمایه‌گذاری خارجی در سال ۲۰۰۵ به ۹ میلیارد و ۶۶۷ میلیون دلار آمریکا برسد و سرمایه‌گذاری نسبت به سال قبل ۳ برابر رشد کرد. این روند در سال‌های بعد نیز تداوم داشت به نحوی که در سال ۲۰۰۷ میزان سرمایه‌گذاری خارجی در ترکیه حدود ۲۰ میلیارد دلار اعلام شد، اگر چه اخیراً به دلیل بحران جهانی در سال ۲۰۰۸ کمی از این سهم کاسته شد. «کاهش تقاضای داخلی و تلاش در توسعه صادرات» یکی دیگر از اهداف اقتصاد ترکیه در مسیر توسعه است. مجموع این سیاست‌ها در اوایل دهه ۱۹۸۰ به منظور تأثیر در بازار داخلی برای ایجاد انگیزه صادرات طراحی شده بود. در این زمان دولت برای قطعیت بخشیدن بیشتر به این روند، طرح سوبسید صادرات مشتمل بر تخفیف‌های اعتبارات صادرات را به اجرا درآورد. براساس آخرین داده‌ها میزان صادرات این کشور در سال ۲۰۱۴ معادل ۶/ ۱۵۷ میلیارد دلار بوده که از این سهم صادرات خودرو و محصولات یدکی با حجم ۲۲٫۳ میلیارد دلار بیشترین میزان صادرات ترکیه را به خود اختصاص داده‌است. در گام بعدی نیز دولت ترکیه توجه قابل توجهی به افزایش بهره‌وری و استفاده از تکنولوژی برای آموزش نیروی کار اختصاص داده‌است. 

## اقتصاد کلان

درآمد سرانه استانهای ترکیه بر اساس آمار سال ۲۰۲۲ (به دلار):
۲۶ ۰۰۰ و بیشتر
22 000 – 26 ۰۰۰
18 000 – 22 ۰۰۰
13 ۷۰۰ (متوسط ترکیه) – ۱۸ ۰۰۰
10 000– 13 ۷۰۰
6 000 – 10 ۰۰۰
2 000 – 6 ۰۰۰
کمتر از۲ ۰۰۰

سازمان سیا ترکیه را در رده کشورهای توسعه یافته دسته‌بندی کرده‌است. اقتصاددانان و سیاست‌مداران اغلب ترکیه را به عنوان کشور تازه صنعتی شده طبقه‌بندی می‌کنند و آن را جزو ۲۰ کشور صنعتی جهان می‌دانند. ترکیه در طول چند سال اخیر یکی از کشورها با بیشترین رشد اقتصادی بوده و رتبه هفتم اقتصادهای قدرتمند کشورهای اروپایی را داراست و بر اساس اعلام مجله فوربس از نظر تعداد میلیاردرها شهر استانبول در سال ۲۰۰۸ با ۳۵ نفر میلیاردر پس از مسکو(۷۴ میلیاردر), نیویورک (۷۱ میلیاردر), لندن(۳۶ میلیاردر) در رده چهارم جهان قرار دارد و از این لحاظ از شهرهایی مانند توکیو، هنگ کنگ، لس آنجلس و دالاس پیش است.

### کشاورزی

مغازه میوه و سبزی فروشی در آنتالیا ترکیه

بر اساس آمار سال ۲۰۲۴ ترکیه با درآمد ۶۸.۵ میلیارد دلاری در سال ۲۰۲۳ رتبه نخست را در اروپا و یکی از ده کشور برتر جهانی در این حوزه را دارد.
ترکیه در تولید فندق، انجیر، زردآلو و گیلاس در جهان اول، در تولید نخود، دوم، در تولید خیار، سیب زمینی، بادمجان، فلفل سبز، پسته و عدس، سوم، در تولید پیاز و زیتون، چهارم، در تولید چغندر قند، پنجم، در تولید تنباکو، سیب و چای رتبه ششم جهان، در تولید جو و کتان رتبه هفتم، درتولید بادام رتبه هشتم، در تولید گندم، چاودار و گریپ فروت رتبه دهم جهان و در تولید لیمو یازدهمین کشور جهان است.

### صنایع

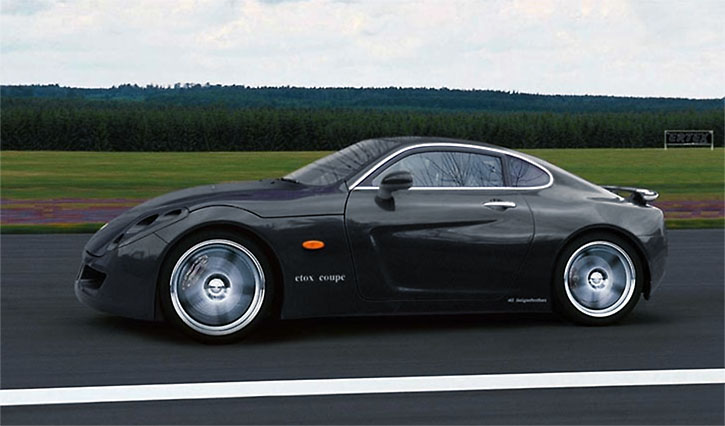
Etox Zafer: اتومبیل اسپورت ساخت ترکیه

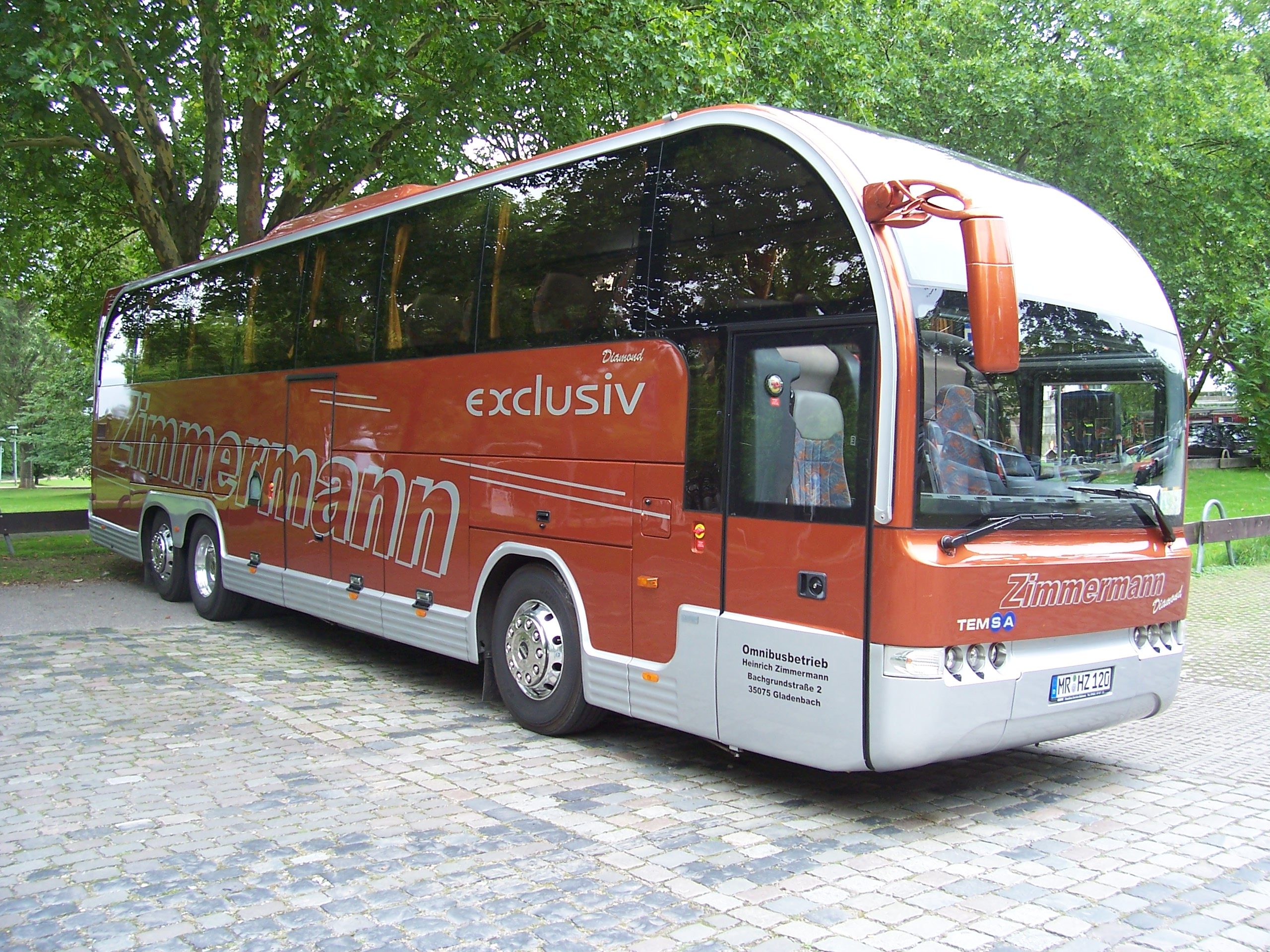
اتوبوس تمسا در شهر مانهایم آلمان: ساخت ترکیه

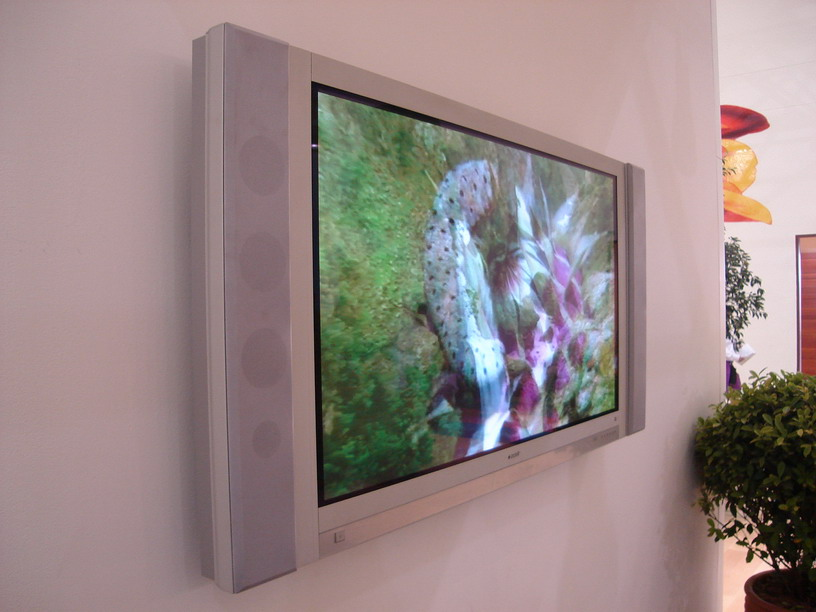
تلویزیون آرچلیک:ساخت ترکیه

ترکیه در سال ۲۰۲۴ با تولید ناخالص داخلی (GDP) اسمی ۱.۳۲ ترلیون دلار ، هفدهمين اقتصاد بزرگ جهان بود.
تولید صنعتی: تولید صنعتی  ترکیه در نوامبر ۲۰۲۴ نسبت به سال ۲۰۲۳ ۱.۵% افزایش داشت که نشان‌دهنده بهبود در بخش های مختلف صنعتی است.
اختصاص داد.
بزرگترین صنعت ترکیه نساجی است که ۱۶٫۳٪ کل صنایع ترکیه را شامل می‌شود.
پس از نساجی پالایش نفت (۱۴٫۵٪)، صنایع غذایی (۱۰٫۶٪)، صنایع شیمیایی (۱۰٫۳٪), صنایع فولاد و ذوب آهن (۸٫۹٪)، خودروسازی (۶٫۳٪) و ماشین‌سازی (۵٫۸٪) بیشترین سهم در صنعت ترکیه را دارند.
از لحاظ صادرات صنایع نساجی با۱۹٪، صنایع خودروسازی با ۱۸٪، صنایع فولاد و ذوب آهن با ۱۳٪، لوازم خانگی با ۱۰٪، صنایع شیمیایی و داروسازی با ۹٪ و ماشین‌سازی با ۷٪، عمده صادرات صنعتی ترکیه را تشکیل می‌دهند. صنعت نساجی ترکیه در سال ۲۰۰۶ با صادراتی به ارزش ۱۳/۹۸ میلیارد دلار که بخش اعظم آن (۷۶٪) به کشورهای عضو اتحادیه اروپا صادر شده بیشترین درآمد صادراتی را برای ترکیه داشته‌است.

صنایع الکترونیکی وستل ترکیه بزرگترین تولیدکننده تلویزیون در اروپا بود یک چهارم تلویزیونهای خریداری شده توسط مشتریان اروپایی توسط وستل تولید می‌شد. مجموع تولید تلویزیون شرکت وستل و بکو بیشتر از نصف تولید تلویزیون اروپابود. شرکت ترکیه‌ای پروفیلو-تلار (Profilo-Telar) نیز سومین تولیدکننده تلویزیون در اروپابود. سهم ترکیه در فروش محصول تلویزیون در اروپا از ۵٪ در سال ۱۹۹۵ به ۴۵٪ در سال ۲۰۰۵ رسید. در همین مدت سهم ترکیه از بازار دستگاه‌های دیجیتالی در اروپا از ۳٪ به ۱۵٪ رسیده و لوازم خانگی تولید ترکیه ۱۸٪ بازارهای اروپا را به تسخیر درآورد. صنایع اتومبیل سازی ترکیه در سال ۲۰۰۶ با تولید ۱۰۲۴۹۸۷ دستگاه خودرو، پس از آلمان، فرانسه، اسپانیا، انگلیس و ایتالیا در رده ششم اروپا جای گرفت. در همین سال رتبه ترکیه در خودرو سازی جهان هفدهم جای گرفت وصادرات خودرو و قطعات یدکی خودرو را به ۱۴ میلیارد دلار رساند.

### پیمانکاری و ساخت و ساز
بر اساس گزارش Engineering News-Record (ENR)
در سال ۲۰۲۴ پیمانکاران ترکیه ای برای دومین سال متوالی در فهرست 《۲۵۰ پیمانکار بین المللی برتر جهان》رتبه دوم را کسب کردند. در این فهرست، ۴۳ شرکت ترکیه ای حضور داشتند که نشان دهنده حضور قوی ترکیه در بازار جهانی ساخت و ساز است.
بخش پیمانکاری و ساخت و ساز ترکیه یکی از فعالترین و پویاترین پیمانکاران جهان است. در سال ۲۰۰۷ بیست و دو شرکت پیمانکاری و ساختمان‌سازی از ترکیه در فهرست بهترینهای مهندسی عمران جهان جای گرفت که از این لحاظ پس از ایالات متحده آمریکا و چین و رتبه سوم جهان را داراست.

### ارتباطات
پس از سال ۲۰۰۴ ارتباطات در ترکیه گسترش زیادی یافته و با آزادی عملی که بدست آورده و از کشورهای موفق در این زمینه می‌باشد. ترکیه از ماه اوت سال ۲۰۰۸ از اینترنت VDSL با سرعت ۳۲ مگابیت/ثانیه بهره می‌برد. در اروپا سیستم VDSL تنها در آلمان، فرانسه و ترکیه راه‌اندازی شده‌است. بر اساس آمار ماه اوت ۲۰۰۵، بیش از ۱۹ میلیون خط تلفن ثابت، ۳۶ میلیون خط تلفن همراه و ۱۲ میلیون کاربر اینترنت در ترکیه از خدمات ارتباطی استفاده می‌کرده‌اند.
در سال ۱۹۹۹ مجموعاً ۳۸۲٬۳۹۷ کیلومتر جاده، ۸٬۶۸۲ کیلومتر راه‌آهن (۲٬۱۳۳ کیلومتر برقی)، ۱۱۸ فرودگاه (۶ فرودگاه بین‌المللی)، ۱٬۲۰۰ کیلومتر راه آبی در ترکیه کار حمل و نقل را بر عهده داشتند.

### گردشگری
گردشگری یکی از فعالترین بخش‌های اقتصاد ترکیه‌است که به سرعت رشد می‌کند.
بر اساس آمار مؤسسه TUI آلمان از ۱۰۰ هتل برتر جهان ۱۱ هتل در ترکیه قرار دارند.
در سال ۲۰۰۷ تعداد ۲۷٬۲۱۴٬۹۸۸ نفر توریست از ترکیه بازدید کرده‌اند که درآمدی بالغ بر ۱۸٫۵میلیارد دلار برای ترکیه ایجاد کرده‌اند.
شهرهای آنتالیا در سواحل ترکیه و موغلا بیشترین توریست را به خود جذب کرده‌اند.
سواحل ترکیه از لحاظ جذب جهانگرد همانند سواحل اسپانیا و ایتالیا از جذاب‌ترین سواحل اروپا هستند. شهر استانبول نیز به دلیل آثار باستانی همه ساله پذیرای تعداد زیادی از جهانگردان است.

### خدمات بانکی و مالی
بانک مرکزی ترکیه (Türkiye Cumhuriyet Merkez Bankası) در سال ۱۹۳۰ تشکیل شد و شعباتی در نیویورک، لندن، فرانکفورت و زوریخ دارد. در سال ۱۹۹۸ ۷۲ بانک در ترکیه فعالیت می‌کردند.
بورس اوراق بهادار استانبول در سال ۱۹۸۵ و بورس طلای استانبول در سال ۱۹۹۵ فعالیت خود را آغاز کردند البته سابقه فعالیت بورس در ترکیه به سال ۱۸۶۶ میلادی بازمی‌گردد. در آن سال بورس معاملات دارالسعادت توسط عثمانی‌ها تشکیل گردید.